# Entertainment Building
El Entertainment Building (en chino tradicional, 娛樂行) es un rascacielos de oficinas situado en Central, Hong Kong, China. Su estilo neogótico y su altura lo hacen destacarse entre los cercanos edificios de oficinas. Se sitúa en el 30 de Queen's Road Central y ocupa una parcela entre Wyndham Street y D'Aguilar Street que tiene una superficie de 540 m², frente al Aon China Building y junto a Pedder Street. El edificio tiene una superficie total de 20 000 m².

## Historia

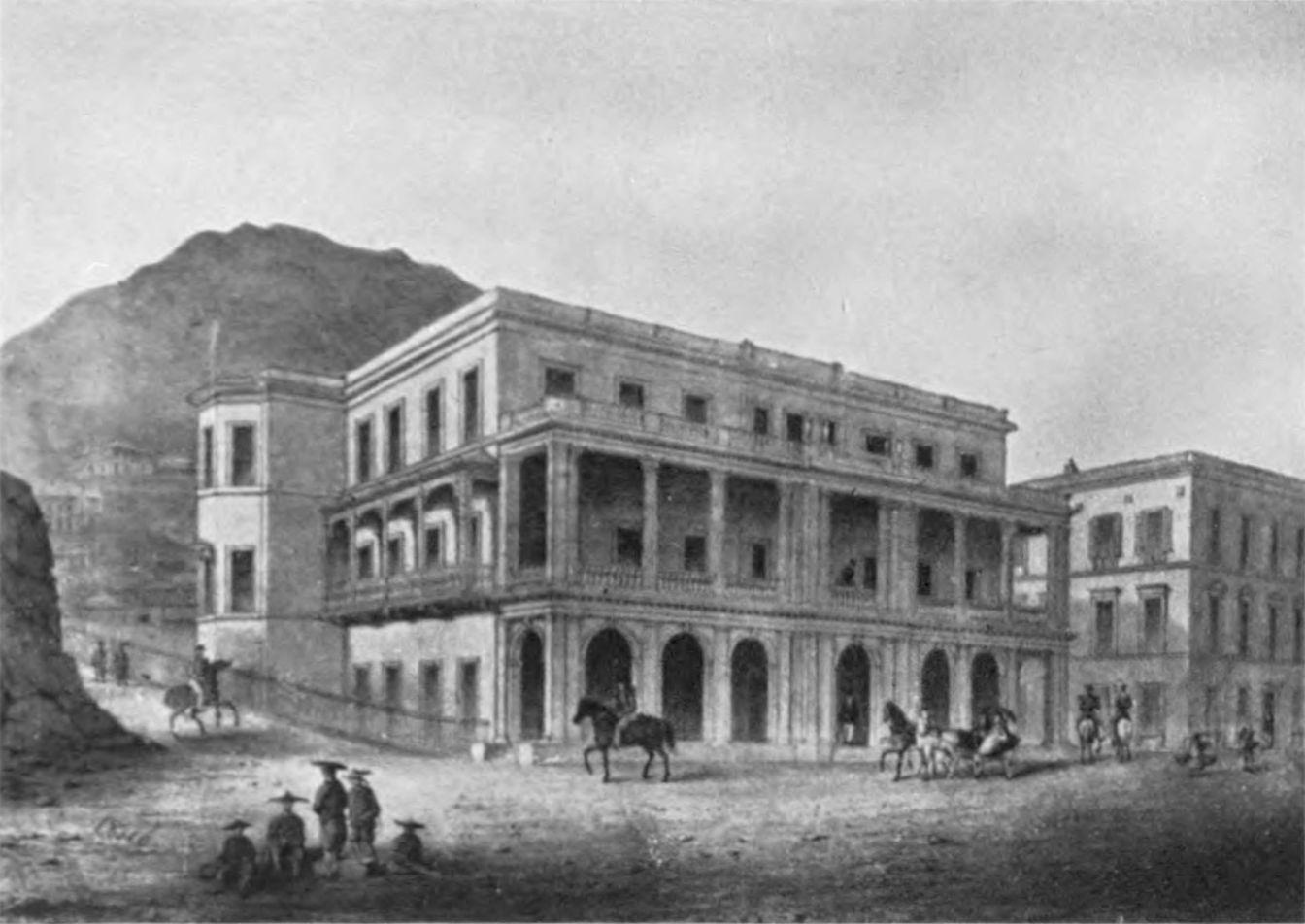
La primera generación del Hong Kong Club situada en la parcela.

El primer edificio construido en la parcela fue la primera generación del Hong Kong Club, completado en 1846. Después de que en 1897 el club se trasladara a su sede actual en el 1 de Jackson Road, el edificio se transformó en tiendas, y su mayor inquilino fue Yee Sang Fat.
En 1928 se demolió este edificio, junto con el Coronet Theatre, situado detrás de él, para permitir la construcción del King's Theatre. El nuevo edificio contenía una sala de baile y un restaurante, y abrió sus puertas el 31 de marzo de 1931 con una representación de Monte Carlo de Ernst Lubitsch.
El teatro cerró el 1 de septiembre de 1962 con una película de Walt Disney y fue sustituido por una segunda generación. El nuevo King's Theatre abrió sus puertas el 21 de diciembre de 1964. Tenía 1302 asientos y fue cerrado el 1 de enero de 1990 y sustituido con el edificio actual.

## Propiedad

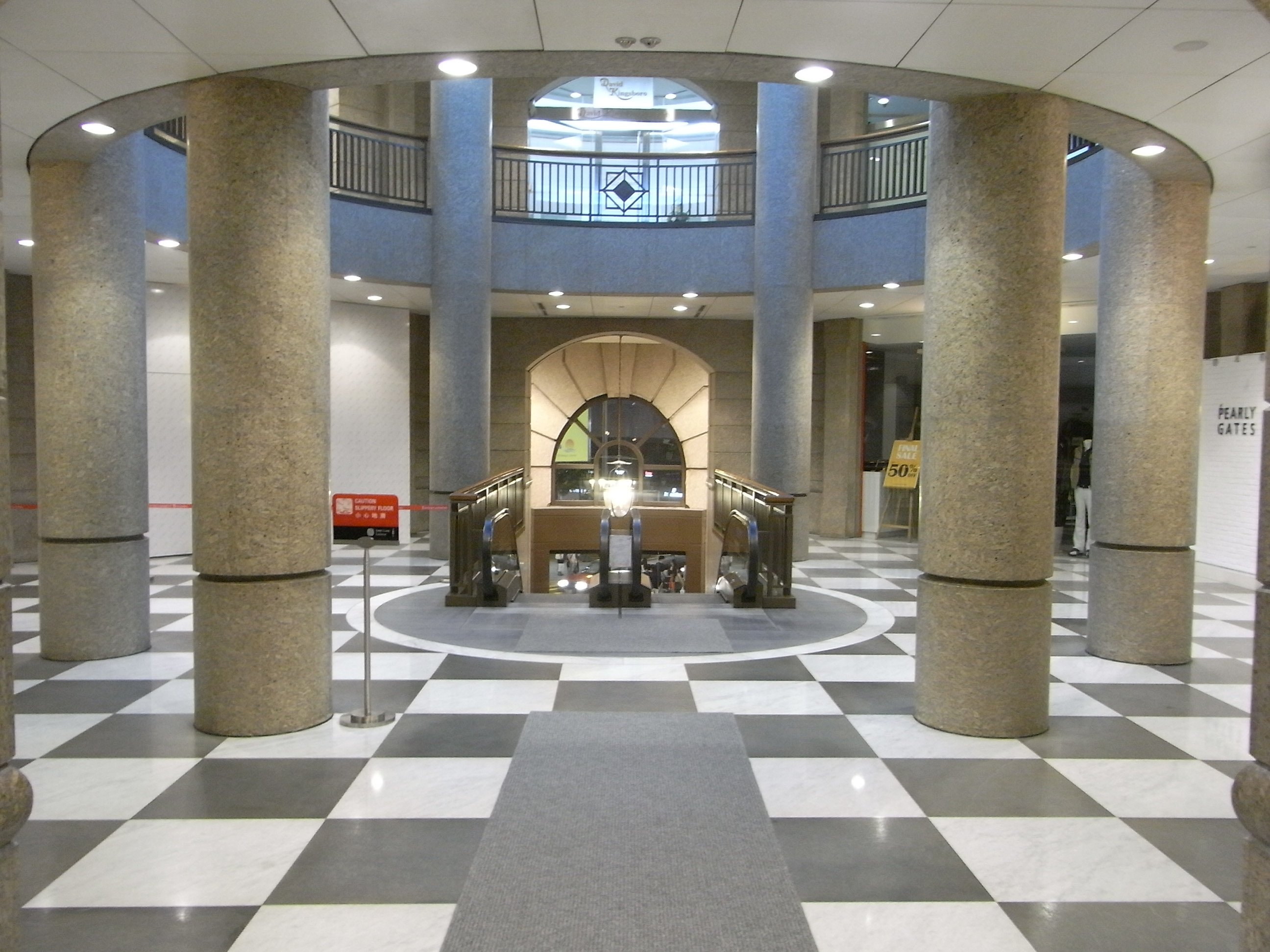
Interior del Entertainment Building.

En noviembre de 1996, Hysan Development Holdings llegó a un acuerdo para comprar el edificio a Chinese Estates Holdings por 3640 millones de HK$, un precio medio de unos 186 000 por metro cuadrado. En septiembre de 2005, Hysan anunció que había vendido el edificio a Join-in Investments Limited por 2700 millones de HK$.